# Friedrich Wilhelm Gaik
Friedrich Wilhelm Gaik (* 9. Dezember 1896 in Berlin; † 4. Juni 1982 ebenda) war ein deutscher Filmproduzent, Produktions- und Herstellungsgruppenleiter.

## Leben
Gaik hatte Theologie und Volkswirtschaft studiert und zunächst als Bankkaufmann bei einer Bank (zuletzt als Prokurist) gearbeitet. Ende der 1920er Jahre sammelte er erste Erfahrungen als Produktionsleiter im Ausland (England und Norwegen). 1929 kehrte er nach Berlin zurück und arbeitete kurzzeitig als Produktionsleiter für die Memento-Film.
Seit Mitte 1935 war Gaik für rund ein Jahr für eine von dem russischstämmigen Kollegen Serge Otzoup und ihm gegründete Firma tätig, die die Kontrolle über die Besetzung von österreichischen Filmen perfektionieren und ausweiten sollte. Diese Kombination Otzoup genannte Firma sollte in erster Linie bei den in Österreich hergestellten Filmen darauf achten, dass die deutschen Kontingentbestimmungen, wie sie im deutsch-österreichischen Abkommen für nach Deutschland zu exportierende Filme festgelegt wurden, auch eingehalten werden. Dies galt insbesondere für die geforderten Ariernachweise aller an diesen Filmen Beteiligten. Im Oktober 1935 gründeten Otzoup und Gaik die Filmhandel GmbH, die ab November 1936 als Unitas-Film GmbH firmierte.
Gemeinsam mit dem Filmkaufmann Gustav Skarbina gründete Gaik im Februar 1937 die Orthochroma Film GmbH. Gegenstand des Unternehmens war laut Handelsregistereintrag "der Erwerb, die Entwicklung und die Verwertung von Farbfilmpatenten und solchen Patenten, die mit der Herstellung von Farbfilmen zusammenhängen, und die Errichtung und Beteiligung an Unternehmungen, die sich mit der Herstellung und Verwertung von Farbfilmen beschäftigen".
Im November 1938 wurde er an der Seite von Eduard Hoesch Geschäftsführer bei der „Algefa“ (Allgemeine Film-Aufnahme- und Vertriebsgesellschaft m.b.H. Algefa-Film).
Nach der Verschmelzung der verbliebenen privaten Filmfirmen zur Berlin-Film wurde Gaik 1942 zum Herstellungsgruppenleiter bestellt.
Nach Kriegsende betätigte er sich zunächst als Im- und Exporteur von Filmen. 1952 gründete Gaik die „Algefa“ neu und stellte bis 1955 wieder eigene Produktionen her. Gaik-Produktionen waren durchgehend leichtestgewichtige Unterhaltungskost: operettenselige Musikromanzen und Edelschnulzen, zuletzt auch ein wenig seriösere Stoffe. Dabei zeigte der Produzent keinerlei künstlerische Ambitionen.

## Filmografie
- 1929: Das Donkosakenlied
- 1936: Der Favorit der Kaiserin
- 1938: Heiraten – aber wen?
- 1938: Geld fällt vom Himmel
- 1939: Drunter und drüber
- 1939: Das Glück wohnt nebenan
- 1939: Hochzeitsreise zu dritt
- 1939: Der ungetreue Eckehart
- 1940: Herzensfreud-Herzensleid
- 1941: Aufruhr im Damenstift
- 1941: Sonntagskinder
- 1942: Ein Walzer mit Dir
- 1943: Ein Mann für meine Frau
- 1943: Der Meisterdetektiv
- 1944: Eines Tages
- 1952: Du bist die Rose vom Wörthersee
- 1953: Der keusche Josef
- 1953: Liebeserwachen
- 1953: Bezauberndes Fräulein
- 1954: Der treue Husar
- 1954: Die schöne Müllerin
- 1954: Phantom des großen Zeltes
- 1955: Oberwachtmeister Borck
- 1955: Urlaub auf Ehrenwort
- 1956: Der Kurier des Zaren (Koproduzent)
- 1960: Wir Kellerkinder
- 1964: Heiß weht der Wind